# Джестуно
Джестуно (Gestuno, англ. International Sign (IS), International Sign Language (ISL), International Sign Pidgin, International Gesture (IG)) — международный вспомогательный язык.

## История появления
В 1951 году появилась Всемирная федерация глухих (аббрев. ВФГ, World Federation of the Deaf), именно тогда участники первого Мирового конгресса глухих решили стандартизировать жестовые языки. Необходимость такого своеобразного «жестового эсперанто» вызвана тем, что в работе конгрессов, конференций, симпозиумов по проблемам глухоты вместе с ларингологами, аудиологами, психологами, педагогами, инженерами и другими специалистами принимают участие социальные работники и общественные деятели из числа неслышащих.
По поручению Бюро ВФГ группа экспертов, в которой участвовал также советский представитель, на основе общности речевых жестов глухих различных стран (были выбраны или закреплены схожие жесты из разных стран Европы) разработала в течение четверти века общий международный язык жестов. Первый словарь жестуно был опубликован в 1965 году и содержал 300 жестов, в 1973 году Всемирная федерация Глухих выпустила словарь упрощённого жестового языка, а 3-е издание 1975 года включало уже 1500 жестов.
На VII Всемирном конгрессе по проблемам глухоты в Вашингтоне в 1975 году был принят и утверждён (наряду с английским и французским, официальными языками Всемирной федерации глухих) международный жестовый язык, или джестуно (International Sign Language, gestuno) — международная знаковая система, действующая в рамках Всемирной федерации глухих.
Программа освоения, развития и совершенствования джестуно, разумеется, требует многих лет напряженной работы, согласованных действий экспертов и целевого финансирования. Сейчас на европейских международных встречах и конференциях глухих используют этот язык. Однако РФ в состав европейских стран не входит, поэтому её эти изменения не коснулись.

## Особенности
Следует заметить, что с использованием жестуно возникло несколько проблем:
- ни в одном из изданных словарей не описывалась грамматическая основа системы;
- не раскрывалось использование жестов в контексте;
- не пояснены искусственные принципы образования новой лексики;
- лексика словаря полностью основывалась на четырёх жестовых языках (британском, итальянском, американском, русском);
- отсутствовали жесты из азиатских, африканских и южноамериканских национальных жестовых языков.

## Международная жестовая система
«Международной жестовой системой» называется неформальное общение глухих из разных стран мира. Можно утверждать, что в отличие от джестуно международная жестовая коммуникация появилась и развивалась естественным путём.
Группой экспертов ВФГ была сделана попытка выявить стратегии общения с носителями иностранного жестового языка, в ходе которой отмечалось использование естественных жестов, иконических жестов, большое количество повторений, использование рисунков и надписей, грамматических и лексических элементов национальных жестовых языков. Поэтому чем свободнее глухой владеет национальным жестовым языком, тем легче даётся ему международная коммуникация.